# Wanksta

Capa do single.

"Wanksta" é a décima sétima música do álbum Get Rich or Die Tryin' e o segundo single da trilha sonora de 8 Mile. Lançado em 2002, o single, performado por 50 Cent, foi lançado três anos após o último, Thug Love, de 1999. Também foi usado no mixtape de 50 Cent, No Mercy, No Fear. O remix oficial contém com a participação de Busta Rhymes & Flipmod Squad. Essa canção é uma diss para o rapper rival Ja Rule, com quem vive até os dias atuais uma das maiores inimizades da história do hip hop.

## Paradas musicais
| Chart (2004)                                    | Melhor posição |
| ----------------------------------------------- | -------------- |
| U.S. Billboard Hot 100                          | 13             |
| U.S. Billboard Hot R&B/Hip-Hop Singles & Tracks | 4/.M,N VCXD    |
| U.S. Billboard Hot Rap Tracks                   | 3              |